# RX J0822-4300
RX J0822-4300，通常被稱為"宇宙砲彈"，是一顆正從船尾座A超新星殘骸中心，以超過每小時300萬英哩 (5,400,000公里/小時，1,500公里/秒，大約光速的0.5%) 遠離的電波寧靜中子星，是已發現的恆星中運動最快的之一。天文學家使用NASA的錢卓X射線天文臺觀測了5年以上的期間，確定了它的速度。以這樣的速度，在數百萬年後這顆恆星將逃逸出銀河系。
雖然宇宙砲彈不是唯一已經發現的"超高速恆星"，卻是唯一明確知道速度來源的。 其它的被推測可能是由環繞銀河系被懷疑的超大質量黑洞，人馬座A*，的引力彈弓造成。目前的理論還不能解釋超新星爆炸如何能達到如此高的速度。他有可能是一顆夸克星。